# Aznaur Adżyjew
Aznaur Asłanowicz Adżyjew (ros. Азнаур Асланович Аджиев; ur. 18 grudnia 1978) – rosyjski zapaśnik walczący w stylu wolnym. Uniwersytecki wicemistrz świata w 2000. Trzeci na mistrzostwach Rosji w 2000 roku.